# Douglas Williams
Douglas Williams (29 de julho de 1917 — 31 de janeiro de 1993) é um sonoplasta estadunidense. Venceu o Oscar de melhor mixagem de som na edição de 1971 por Patton, ao lado de Don Bassman.